# George Rodger
George Rodger (Hale, 19 marzo 1908 – Ashford, 24 luglio 1995) è stato un fotoreporter inglese.

## Biografia
George Rodger, dopo aver lavorato in gioventù nelle navi mercantili britanniche, iniziò a lavorare come fotografo per la BBC. Riuscì ad immortalare il blitz di Londra, fu grazie a questo che si avvicinò alla rivista Life e cominciò a lavorare come fotoreporter di guerra. Fotografò la guerra in Abissinia, dell'Eritrea e del Deserto Occidentale e la liberazione di Francia, Belgio e Paesi Bassi. Fu in Italia che strinse una amicizia importante con Robert Capa.
Rodger è conosciuto per i suoi lavori in Africa e per aver fotografato il campo di concentramento di Bergen-Belsen alla fine della seconda guerra mondiale. L'esperienza traumatica dei campi di concentramento lo portò ad abbandonare il fotogiornalismo di guerra e a viaggiare in Africa e Medio Oriente, dove realizzò servizi naturalistici ed etnografici.
Nel 1947, fu tra i membri fondatori di Magnum Photos, insieme a Robert Capa, Henri Cartier-Bresson, David Seymour e William Vandivert. George per trent'anni lavorò come fotografo freelance. La maggior parte dei servizi fotografici in Africa fu pubblicata sul National Geographic e su altre celebri riviste. Fotoreport di grande successo, morì il 24 luglio 1995.
Era il nonno di Elliot Rodger, l'autore del massacro di Isla Vista del 2014.

## Libri fotografici
- Red Moon Rising, The Cresset Press 1943
- Desert Journey, The Cresset Press, 1944
- Village des Noubas (1955)
- Le Sahara (1957)
- George Rodger : Humanity and Inhumanity (1994)